# Такома-Мару
Такома-Мару — транспортне судно, яке під час Другої світової війни брало участь у операціях японських збройних сил на Тихому океані.
Судно спорудили в 1909 році на верфі Kawasaki Dockyard у Кобе для компанії Osaka Shosen.
Одним із типових завдань «Такома-Мару» стали рейси з метою доставки емігрантів до США, Бразилії та Перу (при рейсах до Південної Америки судно здійснювало навколосвітні подорожі — через Індійський океан та Атлантику з поверненням у Японію з вантажами зі США). 19 жовтня 1910-го в умовах туману судно сіло на мілину поблизу Сіеттла. У 1930-х «Такома-Мару» поставили на лінію до Дайрену (наразі Далянь у Маньчжурії).
У 1937-му на тлі початку Другої японо-китайської війни судно реквізували для потреб Імперської армії Японії. Відомо, що 4 жовтня 1938-го «Такома-Мару» вийшло з Дайрену із військовослужбовцями 137-го піхотного полку на борту, а 12 жовтня взяло участь у висадці десанту, що захопив Гуанчжоу. Наприкінці 1939-го судно повернули власнику.
У вересні 1941-го «Такома-Мару» повторно реквізували для Імперської армії Японії. 13 грудня 1941 «Такома-Мару» разом зі ще 7 суднами вийшло із в'єтнамського порту Камрань, маючи на борту підрозділи 5-ї піхотної дивізії. Під вечір 16 грудня судна почали розвантаження в сіамському порту Паттані на східному узбережжі півострова Малакка, за декілька десятків кілометрів від кордонів британської Малаї (можливо відзначити, що перші війська японці десантували на півострів Малакка ще 8 грудня).
У лютому 1942-го судно увійшло до загону, який мав перевезти десант на острів Суматра (тоді Нідерландська Ост-Індія). 12 лютого Аляска-Мару та ще 7 транспортів вийшли із затоки Камрань (Південний В'єтнам), маючи на борту сім рот зі складу 229-го піхотного полку 38-ї піхотної дивізії Імперської армії Японії, а також артилерійські, інженерні та медичні підрозділи. 15 лютого конвой досяг порту Мунток (острів Бангка поблизу східного узбережжя Суматри) та успішно висадив війська.
20 жовтня — 7 листопада 1942-го «Такома-Мару» пройшло з Батавії (наразі Джакарта) до бірманського Рангуну, маючи на борту 1600 нідерландських та британських військовополонених.
25 квітня — 5 травня 1943-го судно пройшло в конвої P-425 з Палау (важливий транспортний хаб на заході Каролінського архіпелагу) до Японії, де прийняло на борт військовослужбовців 154-го піхотного полку та вийшло 12 березня в рейс до Південно-Східної Азії. 13 червня "Такома-Мару прибуло до Сінгапура.
Наприкінці серпня 1943-го судно опинилось у Рабаулі — головній базі в архіпелазі Бісмарка, з якої японці провадили операції на Соломонових островах та сході Нової Гвінеї. 28 серпня — 2 вересня воно перейшло на Палау в конвої O-605. Наприкінці вересня «Такома-Мару» було вже у Манілі, а 7 жовтня досягнуло японського порту Моджі.
3—8 грудня 1943-го судно пройшло в конвої з Моджі до Такао (наразі Гаосюн на Тайвані), потім перейшло до Маніли, а 28 грудня 1943-го — 4 січня 1944-го досягнуло затоки Кау на острові Хальмахера (північна частина Молуккського архіпелагу) в конвої H-11. 7 січня 1944-го «Такома-Мару», що мало на борту одну з рот 53-го польового батальйону зенітної артилерії, вийшло в конвої, що прямував до Нової Гвінеї. 9 січня японський загін досягнув Манокварі, після чого «Такома-Мару» рушив далі на схід до Сармі.
Наприкінці січня 1944-го «Такома-Мару» перебував у новогвінейському Соронзі (північно-західний кут півострова Чендравасіх). 31 січня судно разом зі ще одним транспортом під охороною мінного загороджувача «Аотака» вийшло з Соронгу, щоб приєднатись до конвою, який повертався з Сармі до острова Хальмахера. За кілька годин після опівночі 1 лютого 1944-го на вході до затоки Кау американський підводний човен USS Hake атакував конвой, торпедував та потопив два судна, одним з яких стало «Такома-Мару», разом з яким загинуло лише 2 члени екіпажу.